# Кастельйоський субдіалект

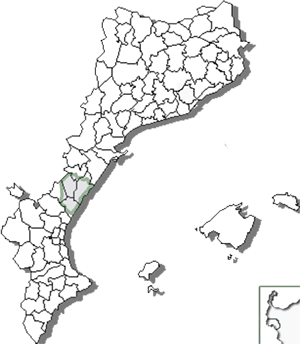
Кастельйоський субдіалект північноваленсійського (ебрського) діалекту каталанської мови на мапі каталанських країн

Кастельйо́ський субдіале́кт (вла́сне північноваленсі́йський субдіале́кт, субдіале́кт Кастельйо́-де-ла-Пла́на) (кат. valencià castellonenc) – субдіалект північноваленсійського (ебрського) діалекту каталанської мови, яким говорять на півночі Валенсії в районі міста Кастельйо-де-ла-Плана. Субдіалект, як і весь північноваленсійський діалект, належить до групи західних діалектів каталанської мови.

## Особливості кастельйоського (або власне північноваленсійського) субдіалект
- Кінцеве -r вимовляється лише у прибережній зоні муніципалітету Алкала-де-Шіберт (кат. Alcalà de Xivert).
- Відсутність вимови -r в кінці інфінітиву перед слабкими займенниками: donà(r)-la, fe(r)-te.
- Звук /v/ фіксується лише у кумарках Плана-Алта та Плана-Башя (Валенсія).
- Дифтонг [uj] (cuina, buit) вимовляється як і в усіх інших валенсійських говірках - [wi].
- Можлива вимова кінцевого -a дієслів як [a] або [e].
- Означений артикль має таку саму форму, як і в інших говірках валенсійського діалекту: el, els.

Кастельйоський субдіалект має також такі спільні риси з іншим субдіалектом північноваленсійського діалекту — валенсійським перехідним (каталанським туртозьким) (ці риси відрізняють північноваленсійський діалект від літературної каталанської мови):
- Закінчення -o дієслів у першій особі однини теперішнього часу.
- Закінчення -às, -és, -ís у дієслівній формі imperfet de subjuntiu.
- Літери b та v позначають один середній звук (явище бетацизму).
- Загальновживаною формою означеного артиклю чоловічого роду є lo / los.
- Збереження -d- між голосними у суфіксах -ada та -ador.
- Кінцеве -r не вимовляється.
- Закінчення -e 3-ї особи однини у теперішньому часі (кат. ell cante, ell cantave).
- Перехід z та s у [ʒ] та [ʃ]: dotze > [dodʒe], pots > [pɔtʃ].
- Злиття фонем [s] та [ʃ]: caixó > [kajso].